# Список об'єктів Світової спадщини ЮНЕСКО в Ефіопії
У списку об'єктів Світової спадщини ЮНЕСКО в Ефіопії налічується 9 найменувань (станом на 2014 рік).

## Список
| № | Зображення | Назва                                                                     | Місцеположення                      | Час створення    | Час внесення до списку | №                                                   | Критерії       |
| - | ---------- | ------------------------------------------------------------------------- | ----------------------------------- | ---------------- | ---------------------- | --------------------------------------------------- | -------------- |
| 1 |            | Національний парк Сімен (англ. Simien Mountains National Park)            | Ефіопія                             | 1969             | 1978                   | 9 [Архівовано 24 грудня 2018 у Wayback Machine.]    | vii, x         |
| 2 |            | Висічені в скелі церкви Лалібели англ. Rock-Hewn Churches, Lalibela       | Лалібела                            | XII—XIII         | 1978                   | 18 [Архівовано 24 грудня 2018 у Wayback Machine.]   | i, ii, iii     |
| 3 |            | Палац Фасілідеса англ. Fasil Ghebbi, Gondar Region                        | Гондер                              | XVII—XVIII       | 1978                   | 19 [Архівовано 24 грудня 2018 у Wayback Machine.]   | ii, iii        |
| 4 |            | Національний парк в долині річки Аваш англ. Lower Valley of the Awash     | Ефіопія                             | —                | 1980                   | 10 [Архівовано 24 грудня 2018 у Wayback Machine.]   | ii, iii, iv    |
| 5 |            | Тія (англ. Tiya)                                                          | Ефіопія                             | —                | 1980                   | 12 [Архівовано 24 грудня 2018 у Wayback Machine.]   | i, iv          |
| 6 |            | Давнє місто Аксум англ. Aksum                                             | Аксум                               | —                | 1980                   | 15 [Архівовано 24 грудня 2018 у Wayback Machine.]   | i, iv          |
| 7 |            | Національний парк в долині річки Омо                                      | Ефіопія                             | —                | 1980                   | 17 [Архівовано 24 грудня 2018 у Wayback Machine.]   | iii, iv        |
| 8 |            | Історичне місто Харар-Югол англ. Harar Jugol, the Fortified Historic Town | Ефіопія                             | —                | 2006                   | 1189 [Архівовано 24 грудня 2018 у Wayback Machine.] | ii, iii, iv, v |
| 9 |            | Культурний ландшафт Консо (en:Konso Cultural Landscape)                   | Регіон Народів і народностей півдня | 200 000 до н. е. | 2011                   | 1333 [Архівовано 24 грудня 2018 у Wayback Machine.] | iii, v         |